# Anisopodus sparsus
Anisopodus cognatus là một loài bọ cánh cứng trong họ Cerambycidae.